# Nina Geijer
Nina Geijer, född 29 juli 1855 i Herrestad, Botilsäters församling, Värmlands län, död 5 december 1914 i Salby, Toresunds församling, Södermanlands län, var en svensk träsnidare.
Hon var dotter till löjtnanten Axel Reinhold Geijer och Nina von Heland.
Hennes konsthantverk bestod av porträttramar pappersknivar och andra mindre föremål utsnidade ur trä. Under 1880-talet undervisade hon blivande drottning Victoria i träsnideri, senare kom även kronprins Gustaf att tillhöra hennes elever.